# آدا هايدن
آدا هايدن (بالإنجليزية: Ada Hayden)‏ هي عالمة تصنيف ‏ وعالمة نبات أمريكية، ولدت في 14 أغسطس 1884 في أيمز في الولايات المتحدة، وتوفيت في 12 أغسطس 1950 بسبب سرطان.